# 全拼
全拼是汉语拼音输入法的一种编码方案。通过全拼输入汉字时需要输入汉字的全部拼音（包含声母和韵母，通常不包括音调），击键次数比双拼、简拼多，因此输入效率较低，主要是电脑初学者使用。

## 参照
- 双拼
- 简拼